# Grand-Auverné
 Grand-Auverné  es una población y comuna francesa, situada en la región de Países del Loira, departamento de Loira Atlántico, en el distrito de Châteaubriant y cantón de Moisdon-la-Rivière.

## Demografía
| 1041 | 1051 | 905 | 877 | 754 | 684 |
| Para los censos de 1962 a 1999 la población legal corresponde a la población sin duplicidades (Fuente: INSEE [Consultar]) |      |     |     |     |     |